# Juan Gabriel
 (octobre 2023).
Si vous disposez d'ouvrages ou d'articles de référence ou si vous connaissez des sites web de qualité traitant du thème abordé ici, merci de compléter l'article en donnant les références utiles à sa vérifiabilité et en les liant à la section « Notes et références ».
Alberto Aguilera Valadez alias Juan Gabriel est un chanteur auteur-interprète et acteur de cinéma mexicain, né le 7 janvier 1950 à Parácuaro dans l'État de Michoacán de Ocampo au Mexique et mort le 28 août 2016 à Santa Monica en Californie.

## Biographie
Fils de paysans, Juan Gabriel devient orphelin très jeune à la suite du décès de son père.
Il passe une jeunesse difficile comme interne dans une institution et commence déjà, à l'âge de 13 ans, à écrire des chansons. La muerte del palomo est sa première chanson et, au sortir de l'institution, à 15 ans, il court les concerts dans les bars pour gagner sa vie avec notamment une chanson marquante el Noa noa immortalisée dans la mémoire collective des années plus tard.
En 1971, il enregistre son premier succès No tengo dinero vendu à des millions d'exemplaires et dont le thème est traduit et interprété en japonais et en portugais.
En 1973, Juan Gabriel enregistre "El alma Joven III" en France après le succès de ses débuts chaleureux et de son prédécesseur, accompagné de l'orchestre de Paul Mauriat, avec Jean Poll comme arrangeur et chef d'orchestre sur toutes les chansons et étant un musicien de premier plan. Mauriat, et de Mireille Mathieu comme choriste dans les chansons.
Sa réputation est croissante et il devient progressivement un des chanteurs les plus connus de son pays. Il a vendu plus de 100 millions d'albums à travers le monde.
En février 2006, des journaux mexicains rapportent que Juan Gabriel a été hospitalisé au Texas à la suite de la découverte d'un caillot de sang au cerveau à la suite d'une hypertension.
Son dernier album DUOS est classé premier au Latin Billboard en juin 2015, un Duo 2 et 3 est en préparation.
Le 7 mai 2015, dans le cadre d'une augmentation des productions locales, Disney Media Distribution Latin America lance la production d'une série biographique sur Juan Gabriel pour le public latino-américain.
Il meurt des suites d'une crise cardiaque, le 28 août 2016 à Santa Monica en Californie, sa mort occupe l'ensemble de l'espace médiatique au Mexique.
En 2022, dans le cadre des enregistrements de Los Duos 3, est publiée une version espagnole d'un duo avec Charles Aznavour, intitulée "Venecia sin Ti" (Que c'est triste Venise).

## Artistes avec lesquels il a produit et interprété des chansons
- Rocío Durcal
- Manoella Torres
- Lola Beltrán
- Paul Anka
- José José
- Julio Iglesias
- Pandora
- Chayanne
- Luis Miguel
- Paul Mauriat
- Isabel Pantoja
- Alejandro Fernandez
- María José Quintanilla
- Lucha Villa
- Mona Bell
- Lucha Villa
- Daniela Romo

## Discographie
- Hasta que te conocí, thème musical du court métrage de Nicolas Brévière Comme un boomerang
- Solo sé que fue en marzo
- He venido a pedirte perdón
- Siempre en mi mente (Toujours dans mes pensées)
- No me vuelvo a enamorar
- Inocente, pobre amigo que l'on peut entendre dans le film Doña Herlinda y su hijo
- Querida (Chérie)
- Abrázame muy fuerte (Sers-moi très fort dans tes bras.)
- Inocente de ti
- Te sigo amando (Je continue de t'aimer)
- No tengo dinero (Je n'ai pas d'argent)
- Así fue (Il a été comme ça)
- Buenos días, señor sol (Bonjour, monsieur le Soleil)
- Amor eterno (Amour eternelle)